# 프리드리히 크루프

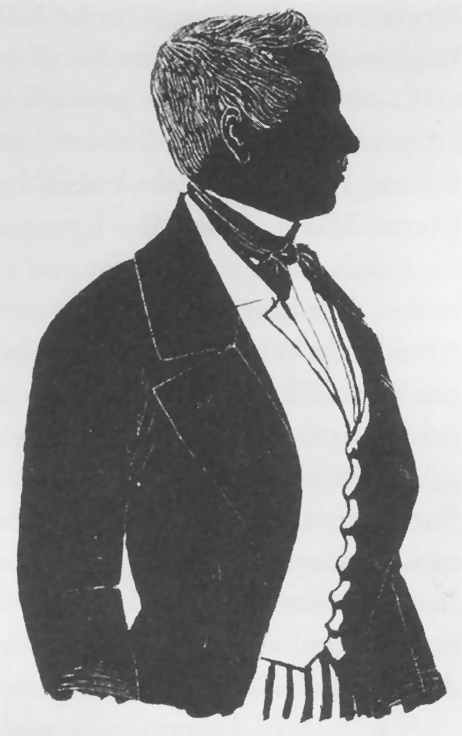

프리드리히 카를 크루프(독일어: Friedrich Carl Krupp, 1787년 7월 17일 ~ 1826년 10월 8일)는 독일의 철강 제조업자이자 현재의 티센크루프의 전신인 크루프 재벌가의 창업자이다.

## 생애
아버지의 죽음 이후, 그는 1800년에 스테크라데 윅스(Sterkrade Works)를 인수한 할머니 손에서 자라게 되었다. 이곳에서 프리드리히는 주물 강철을 만들기 위해 노력했고, 이 비법은 당시 잉글랜드에서만 가지고 있던 기술이었다. 엔지니어인 고트롭 야콥스(Gottlob Jacobs)와 함께 크루프는 스테크라데 윅스에서 첫 실험을 했으며, 1808년에 공장을 매각한 후에도 에센에서 독립적으로 시도를 계속했다. 그는 1810년 에센 근처에 작은 단조 공장을 설립했으며, 1815년 프리드리히 니콜라이와 박형 다이, 버튼용 스탬프 등과 같은 특정 목적에 탁월한 주물 강철 제품을 생산하기 위해 파트너십을 맺었다. 그러나 그 수요는 공장을 계속 운영하기에 충분하지 않았으며, 1820년 직후 크루프는 공장 근처에 작은 1층짜리 노동자 숙소를 마련해 주기 위해 집을 포기할 수밖에 없었다. 그 오두막은 거대한 크루프 공장 가운데서도 오랫동안 보존되어 있었다. 그는 죽기 직전에 아들 알프레드 크루프에게 주철을 만드는 비법을 전수했다.